# Batalla de Jartum (2023-2025)
La batalla de Jartum fue un enfrentamiento bélico por el control de Jartum, la capital de Sudán, entre las Fuerzas de Apoyo Rápido, un grupo paramilitar compuesto principalmente por milicias yanyauidés; y las Fuerzas Armadas Sudanesas. La batalla comenzó el 15 de abril de 2023, después de que las RSF capturaran el Aeropuerto Internacional de Jartum, varias bases militares y el palacio presidencial, iniciando una escalada de enfrentamientos.
Inicialmente se informó de tensiones en Jartum y Merowe el 13 de abril de 2023, cuando las fuerzas de las RSF se movilizaron. Esto preocupó a las Fuerzas Armadas de Sudán, que emitieron una declaración que decía: "Existe la posibilidad de un enfrentamiento entre las fuerzas de las SAF y las RSF", lo que genera temores de un conflicto más amplio. En la noche del 14 de abril de 2023, las fuerzas de RSF asaltaron el Aeropuerto Internacional de Jartum, una base militar y el palacio presidencial. La lucha se extendió desde Jartum a sus suburbios, principalmente a la ciudad dormitorio de Omdurmán, donde su puente sobre el Nilo Blanco fue capturado en gran parte por las fuerzas de las RSF.
Para el 28 de abril, se habían producido más de 500 muertes de civiles en Jartum, incluido un ciudadano indio, un ciudadano iraquí, un civil egipcio y un sudanés-estadounidense que viajaba con su familia.
La batalla ha estado marcada por una cruenta guerra urbana. El 26 de marzo de 2025, las Fuerzas Armadas del Sudán proclamaron la victoria tras expulsar a las fuerzas de las Fuerzas de Seguridad del Sur de la mayor parte de Jartum, incluido el aeropuerto y el palacio presidencial.

## Batalla

### Ataques iniciales contra el aeropuerto de Jartum y Omdurman, (15-17 de abril)

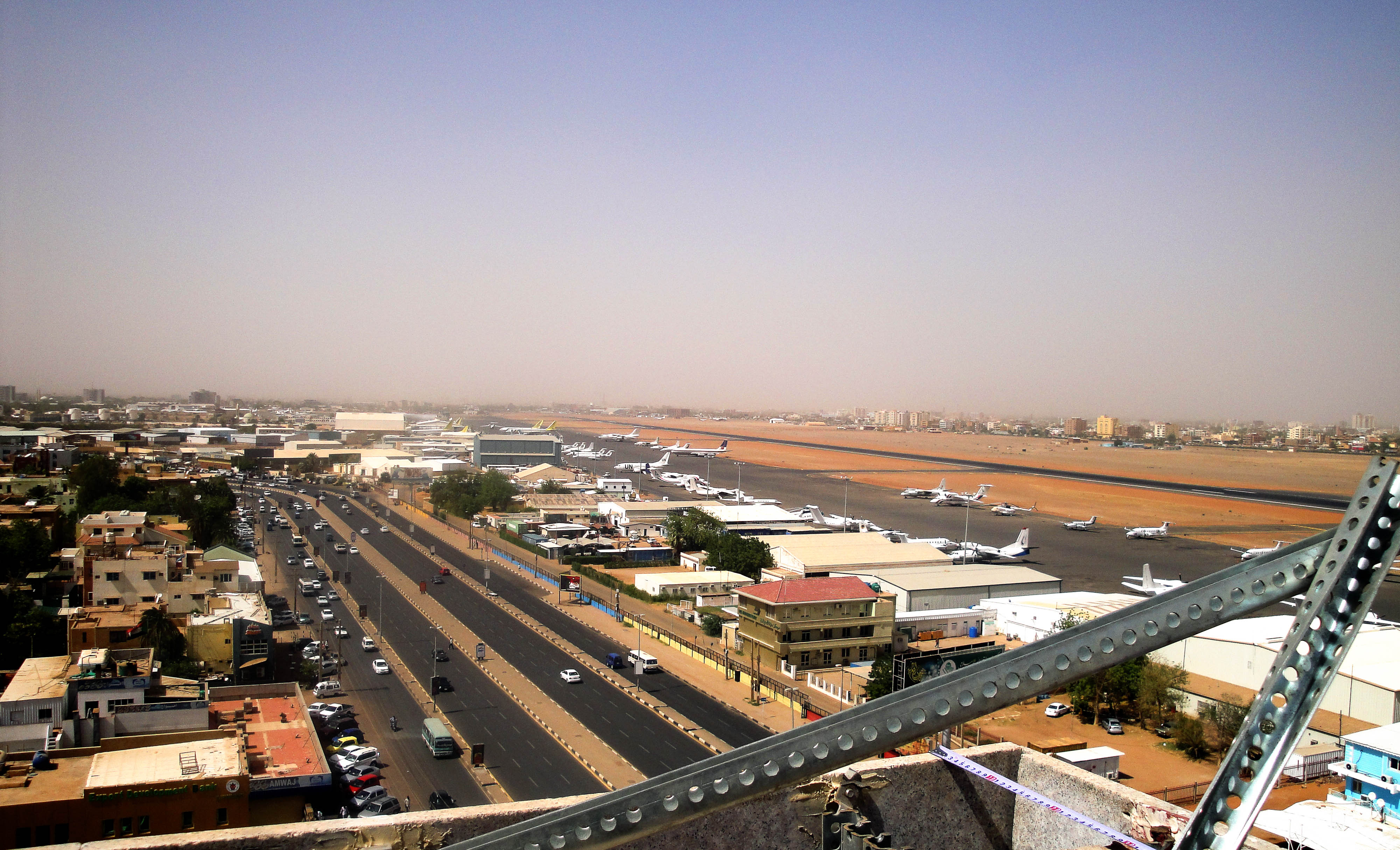
El Aeropuerto Internacional de Jartum donde se informó de los primeros ataques el 15 de abril de 2023, actualmente ocupado por las fuerzas de las RSF.

En las primeras horas de la mañana del 15 de abril de 2023, las fuerzas de RSF o FAR iniciaron una serie de grandes enfrentamientos en edificios clave en Jartum, principalmente en el aeropuerto de Jartum, desde donde RSF atacó un avión de Arabia Saudita que entraba en la ciudad, RSF también capturó el palacio presidencial, la residencia del expresidente sudanés, Omar al-Bashir y también se enfrentaron en una base militar y edificios a su alrededor. También se reportó mediante cuentas de Facebook y Twitter que el ejército había volado numerosos aviones, no solo eso, sino que se vio una gran cantidad de aviones y helicópteros pertenecientes a las Fuerzas Armadas de Sudán después de que se informaron los enfrentamientos, pero se informó que era un video de noviembre de 2022. Las Fuerzas Armadas de Sudán realizaron varios ataques aéreos contra objetivos de las RSF. Mohamed Hamdan Dagalo afirmó más tarde que RSF controlaba la mayoría de los edificios gubernamentales de las ciudades y que SAF solo controlaba el 10% de los edificios gubernamentales, esto fue cuestionado por Abdelfatah al Burhan. También había una gran cantidad de tropas egipcias no solo en Jartum sino también en otras partes del país donde se informó que uno de ellos se rindió en una ciudad, al norte de Jartum.

Situación militar en abril de 2023

El 16 de abril de 2023, las Fuerzas Armadas afirmaron haber recuperado el palacio presidencial; esto fue cuestionado por RSF, que publicó un video en Twitter de su presencia continua en el palacio en medio de los combates en curso. RSF también cuestionó las afirmaciones de que las Fuerzas Armadas habían capturado varios edificios. Al Jazeera y Outlook India también informaron de combates a gran escala en Omdurman, la ciudad hermana de Jartum. su retirada de Jartum, debido a la muerte de tres miembros del personal del PMA durante los combates en la ciudad.
El 17 de abril de 2023, el gobierno sudanés anunció el cierre de todo el espacio aéreo de Sudán, inicialmente limitado únicamente al de Jartum. Aidan O'Hara, embajador de la Unión Europea en Sudán, fue atacado en su casa de Jartum donde había estado refugio; La UE declaró el ataque como "una grave violación de la convención de Viena de 1961".  El general al-Burhan declaró a las Fuerzas de Apoyo Rápido un "grupo rebelde" y ordenó su disolución en todo el país, la RSF como respuesta bombardeó un gran hospital en la ciudad.

### Primer alto al fuego (18-20 de abril)
Cuando se anunció un alto el fuego para comenzar ese mismo día, los intensos combates en Jartum continuaron con aviones de combate que sobrevolaban la capital y lanzaron ataques contra lo que parecían ser objetivos de las FAR. Las FAR utilizaron sistemas de defensa aérea y artillería pesada para repeler los ataques. Los reporteros dijeron que personal armado había ingresado a varios hospitales en Jartum. Las instalaciones médicas también han informado sobre escasez de personal médico, electricidad y agua.
Las batallas continuaron en Jartum cerca del cuartel general del ejército, el palacio presidencial y el aeropuerto, utilizando armas pesadas. El ejército sudanés dijo que fue atacado por las FAR en su cuartel general de comando general, pero repelió el ataque, infligiendo "grandes pérdidas" a las FAR, que supuestamente habían abandonado 24 cruceros terrestres, y les pidió que se rindieran, prometiendo indultos a los miembros. Los observadores determinaron que el ejército estaba controlando el acceso a Jartum y tratando de cortar las rutas de suministro a los combatientes de las FAR. Testigos dijeron que los refuerzos del ejército fueron traídos desde cerca de la frontera oriental con Etiopía.
Cuando se anunció el comienzo de otro alto el fuego a las 6:00 p. m. hora local, se informó que los combates habían disminuido en su mayoría alrededor del aeropuerto de Jartum, pero continuaron siendo intensos alrededor del Palacio Presidencial, el Cuartel General del Ejército y en el vecindario de Jabra en el oeste de Jartum, donde estaban ubicadas las casas pertenecientes al líder de las FAR Dagalo y su familia. Se informó que los combates continuaron varios minutos después del inicio del alto el fuego.
RSF dijo que repelió un ataque de las SAF en sus posiciones en Omdurmán por la mañana a pesar de un alto el fuego en curso, derribando dos helicópteros en el proceso. Según los informes, las fuerzas de las RSF que se acercaban a Jartum fueron bloqueadas por las fuerzas aéreas y terrestres del ejército sudanés. Se informó que miles de civiles de Jartum abandonaron la ciudad, principalmente hacia Chad, donde se informó que cruzaron unos 20.000 refugiados de todo el país.

### Alto al fuego de Eid al-Fitr (21 a 26 de abril)
Han surgido múltiples informes de víctimas. Durante los enfrentamientos en El Obeid y Jartum, al menos tres civiles murieron y decenas resultaron heridos. Una declaración del Comité Médico de Sudán dijo que dos civiles murieron en el aeropuerto de Jartum y otro hombre fue asesinado a tiros en el estado de Kordofán del Norte. El mismo día, ambos ejércitos declararon un alto el fuego de Eid al-Fitr después de que varios países lo propusieron, se informó que el alto el fuego se rompió después de que se informaron batallas callejeras, También se informó de varios ataques en Jartum Norte (Bahri) por parte de Al Jazeera ampliando aún más la batalla.
La prisión de Al-Huda fue atacada por las RSF alrededor del 23 de abril, liberando a todos los prisioneros ubicados en la instalación, entre ellos supuestamente el expresidente sudanés y criminal de guerra Omar al-Bashir. En el ataque murieron los guardias. Otros convictos notables cumplían condena por perpetrar crímenes de guerra durante la guerra de Darfur. La prisión de mujeres de Omdurman también fue bombardeada casi al mismo tiempo, lo que permitió escapar a muchas reclusas. El 23 de abril, al menos 50 personas murieron en la zona de Jartum, y cuatro el 24 de abril. Los Ministerios de Asuntos Exteriores de Catar y Francia también fueron atacados y saqueados el 24 de abril, de lo que las SAF acusaron a las RSF. Un periodista sudanés-estadounidense que habló con CNN declaró que él y otras 29 personas estaban refugiadas en un edificio en el centro de Jartum y se estaban quedando sin suministros, incluidos alimentos y agua. Un informe de ACLED mostró que casi el 50% de todos los acontecimientos violentos de la guerra en Sudán entre el 15 y el 24 de abril tuvieron lugar en el estado de Jartum.
Los enfrentamientos continuaron hasta el 22 de abril y se informó de bombardeos indiscriminados en los barrios de Ombada y Karari de Jartum. La lucha se extendió desde el corazón de la capital, hacia los barrios de Hillat Hamad, Khojaly y Arkaweet. Según los informes, las SAF se estaban preparando para intensificar la guerra urbana en Jartum. Las RSF afirmaron tener ataques de las SAF en sus posiciones en Bahri (también conocida como Jartum Norte), supuestamente matando a decenas. También se informó de intensos combates cerca del palacio presidencial y el aeropuerto, se realizaron evacuaciones de varios diplomáticos y ciudadanos de varios países diferentes en Jartum.
Se produjeron enfrentamientos y explosiones alrededor del cuartel general militar y el palacio presidencial en Jartum, en medio de informes de esfuerzos de evacuación de diplomáticos extranjeros, incluida Francia, cuyo convoy recibió disparos y tuvo que regresar a su embajada. Sudán también informó de cortes de Internet en todo el país que empeoraron la crisis humanitaria.
El Dr. Nima Saeed Abid, representante de la Organización Mundial de la Salud en Sudán, dijo que una parte de los rebeldes en la guerra de Sudán habían tomado el control de un laboratorio nacional de salud en Jartum que contenía materiales biológicos, incluidos aislamientos de poliomielitis, sarampión y cólera, y que el grupo había expulsado a todos los técnicos. Los funcionarios de la OMS no dijeron qué grupo se había hecho cargo del laboratorio.

### Alto el fuego ampliado y consecuencias (27 de abril-10 de mayo)
El 1 de mayo, sólo un hospital de los 86 de la zona de Jartum podía funcionar a su máxima capacidad. Ese mismo día, las Fuerzas Armadas del Sudán continuaron su campaña de bombardeos en Kafouri y bombardearon la calle al-Inqaz de Bahri. Las RSF también consolidaron el control sobre el hospital Sharq En Nil, que habían asaltado unos días antes. Las Fuerzas Armadas del Sudán continuaron con sus campañas de bombardeos contra hospitales controlados por las RSF, incluida la sede del Departamento Médico de Shambat en Shambat . En el ataque de Shambat, las RSF alegaron que murieron civiles heridos. El grupo también acusó a las Fuerzas Armadas del Sudán de bombardear Shambat desde el hospital militar de Omdurman.
Burhan y Dagalo viajaron a Yeda, Arabia Saudita, para comenzar la primera ronda de negociaciones el 6 de mayo. También se anunció un alto el fuego tentativo a nivel nacional. Al mismo tiempo, en Jartum, el ejército sudanés rechazó un ataque de las RSF que intentaba asaltar el mando de la Fuerza Aérea Sudanesa. También continuaron los enfrentamientos alrededor del Palacio Republicano y a lo largo de la calle Airport en Jartum. Las autoridades musulmanas de Omdurman emitieron una fetua contra el saqueo mientras los puestos de control de RSF intensificaban el saqueo de civiles en las calles. El 8 de mayo, la facción Minni Minnawi del Movimiento de Liberación de Sudán, estacionada en Omdurman, se desplegó en El Fasher para proteger a los civiles de los combates en la Batalla de El Fasher. Hasta el 8 de mayo, 481 civiles habían muerto y más de 2.560 habían resultado heridos en la zona de Jartum desde que comenzaron los combates. 
El 9 de mayo, las RSF acusaron a las SAF de lanzar un ataque aéreo que destruyó el Antiguo Palacio Republicano. Estas afirmaciones fueron negadas por la SAF. Las imágenes enviadas a la BBC por un residente de Jartum parecían contradecir las afirmaciones de RSF sobre la destrucción del antiguo Palacio Presidencial, pero mostraban que las oficinas del Nuevo Palacio Republicano parecían haber sido gravemente dañadas por un incendio.  También estallaron enfrentamientos a lo largo del puente Halfaya. En Omdurman, el mercado de Libia quedó completamente destruido y las RSF allanaron el barrio de El Mohada. Los residentes afirmaron que el 10 de mayo, las RSF controlaban el hospital de maternidad de Omdurman y El Morada, mientras que el ejército sudanés controlaba la antigua Omdurman, al sur de la zona. La tumba del Mahdi también fue alcanzada por la artillería.

### Recaptura de Jartum (marzo de 2025)
Las Fuerzas Armadas Sudanesas tomaron el control del Nilo Oriental el 3 de marzo, alcanzando el puente de al-Manshiya, que conecta la ciudad con Jartum a través del Nilo Azul. El 20 de marzo de 2025, las Fuerzas Armadas Sudanesas avanzaron hasta situarse a 500 metros del palacio presidencial, reforzando su control. Al día siguiente, confirmaron su control sobre el palacio presidencial.
El 25 de marzo de 2025, las Fuerzas Armadas Sudanesas tomaron el control del Aeropuerto Internacional de Jartum, después de que las fuerzas de las Fuerzas de Seguridad Revolucionarias de Sudán (FRS) se retiraran tras acercarse a Jabal Awliya, último punto de conexión de las FRS con Jartum. Posteriormente, las FRS tomaron el control del campamento de Tiba al-Hassanab en Jabal Awliya, descrito como el último bastión de las FRS en Jartum y su principal base en el centro de Sudán.
El 26 de marzo de 2025, el presidente del Consejo de Soberanía de Transición, Abdel Fattah al-Burhan, anunció en el palacio presidencial que las Fuerzas Armadas Sudanesas (FAS) habían tomado el control de la ciudad, afirmando que "Jartum es libre". Las FAS también anunciaron el control total del puente de al-Manshiya y que este rodeaba Jabal Awliya, hacia donde, según informes, las FRS se estaban retirando mientras aún controlaban dicho puente. Posteriormente, se declaró que todos los puentes que conectaban la capital habían sido capturados por las FAS, así como la zona de Jabal Awliya. Las FRS comentaron que sus fuerzas no se habían retirado, sino que solo se habían reposicionado. Ese mismo día, las FRS anunciaron una alianza militar con el Movimiento de Liberación del Pueblo Sudanés del Norte.

## Consecuencias

### Evacuaciones civiles y advertencias

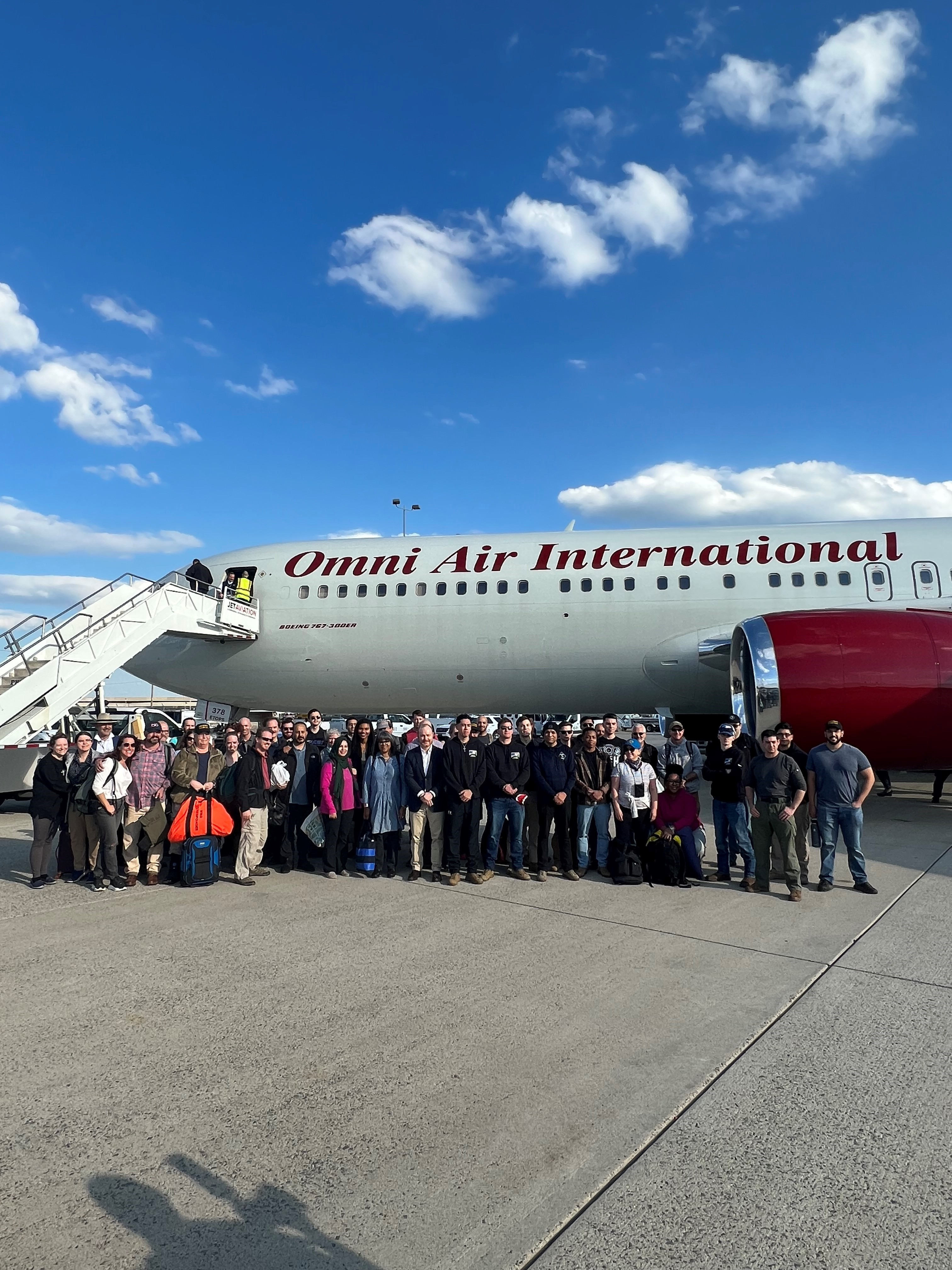
Evacuados de la embajada estadounidense de Jartum que llegaron el 24 de abril de 2023 al Aeropuerto Internacional de Washington-Dulles (Virginia).

Horas después de los enfrentamientos se realizaron evacuaciones de civiles, numerosos políticos y trabajadores de embajadas en su mayoría ingresaron a albergues con otra gran parte de personas, también fueron evacuados algunos civiles heridos. La Embajada de los Estados Unidos en Sudán instó a los políticos estadounidenses en Sudán a buscar refugio ya que no se podía planificar ningún plan de evacuación, lo que también se aplica a los millones de otros ciudadanos que actualmente residen en Jartum. La Fuerza Aérea de Sudán aconsejó a millones de ciudadanos que buscaran refugio de inmediato o se quedaran en casa de manera segura. El 16 de abril de 2023, surgió una crisis de agua en Jartum, que empeoró después de que las RSF instaran a los civiles a evacuar la ciudad. El 21 de abril, Indonesia evacuó a 43 de sus ciudadanos a su embajada en Jartum después de que un ciudadano indonesio resultara herido de bala.
El 23 de abril, Estados Unidos logró evacuar a menos de 100 de sus ciudadanos de Jartum en tres helicópteros Chinook que aterrizaron cerca de la embajada estadounidense. La operación incluyó a 100 soldados estadounidenses de los Navy SEAL y las Fuerzas Especiales del Ejército que volaron desde Camp Lemonnier en Yibuti a Etiopía y luego a Sudán. El mismo día, el Departamento de Asuntos Exteriores de Filipinas anunció la suspensión de todos los vuelos a Sudán para garantizar la seguridad de sus ciudadanos y elevó las alertas al nivel 3 después de que un filipino fuera alcanzado por una bala perdida en Jartum. La Iglesia Ortodoxa Griega de la Anunciación se utilizó como refugio para civiles.

### Fallecidos
Al 16 de abril de 2023, se habían informado al menos 45 muertes en Jartum. Dos civiles sudaneses en el Aeropuerto Internacional de Jartum se encontraban entre los primeros reportados, y más tarde se informó de 38 muertes más durante los enfrentamientos en la ciudad.